# Joker (film fra 1991)
Joker er en svensk-dansk action- og komediefilm fra 1991 instrueret af Sune Lund-Sørensen. Filmen havde premiere i Sverige den 1. november 1991 og udkom i Danmark 28. maj 1993.

## Handling
En reklame- og modefotograf, Nicke, er vild med at tilrettelægge practical jokes for sine venner. Da hans bedste ven, Pelle, skal giftes, skal han arrangere polterabend for ham, og som optakt til denne skal Pelle kidnappes. Imidlertid bliver Pelle i stedet taget som gidsel af en terroristgruppe, og Nicke må infiltrere terroristgruppen under dække af at være en erfaren terrorist. Det lykkes for ham at befri Pelle og forhindre et attentat på Globen i Stockholm.

## Medvirkende (i udvalg)
- Björn Skifs som Nicke
- Johan Ulveson som Jens
- Jacob Nordenson som Pelle
- Catherine Hansson som Vanja
- Gert Fylking som Walter
- Björn Kjellman som Cervall
- Ragnar Ulfung som Ehrling
- Fredrik Dolk som Rydell
- Eric Bibb som sig selv